# 本番レズ 恥ずかしい体位
『本番レズ 恥ずかしい体位』（ほんばんレズ はずかしいたいい）は、1994年（平成6年）製作・公開、瀬々敬久監督による日本の映画である。原題は『九月の堕天使』（くがつのだてんし）、表題はファーストリリース時の公開題である。ピンク映画として製作され、日本公開時に映画倫理委員会から成人指定（R-18）のレイティングを受けた。

## 略歴・概要
本作は、監督の瀬々敬久が自ら書き下ろしたオリジナルシナリオによるものである。瀬々がのちに回想するところによれば、死後の再生を信じるカルト的な少女たちが彷徨う姿を描いており、同作発表の翌1995年（平成7年）に起きた地下鉄サリン事件との関連を自ら感じているようである。国映が製作し、新東宝映画が配給、同年11月25日に公開された。同年度のピンク大賞で第9位の同じく瀬々監督作『高級ソープテクニック4 悶絶秘戯』と並び第8位を獲得、瀬々が脚本賞、撮影技師の中尾正人が技術賞を獲得した。
日本でのビデオグラムは、2003年（平成15年）4月25日、製作元の国映とビデオメーカーの日本スカイウェイが発売元、ブロードウェイが販売元となり、セルDVDとして『本番レズ 恥ずかしい体位』のタイトルで発売した。日本以外に関しては、劇場配給・ビデオグラム等のオールメディアかつワールドワイドのオールライツをアメリカ合衆国の映画会社 PinkEiga.com が掌握しているが、ビデオグラムの発売は見当たらない。
2010年（平成22年）8月10日 - 同月18日に東京・神田駿河台のアテネ・フランセ文化センターで行なわれた瀬々のレトロスペクティヴ上映「The Soul of Zeze 瀬々敬久自選作品集」において、同月12日に上映された。

## スタッフ・作品データ
- 企画 : 朝倉大介 [7]
- 監督・脚本 : 瀬々敬久
- 撮影 : 中尾正人
- 計測・照明 : 西久保維宏
- 編集 : 酒井正次
- 録音 : シネ・キャビン
- 音楽 : 竹原健志
- 助監督 : 今岡信治

- 製作 : 国映
- 上映時間 : 62分 [2]
- フォーマット : カラー映画 - スコープ・サイズ（2.35:1） - モノラル録音
- 公開日 :  日本 1994年11月25日
- 配給 :  新東宝映画

## キャスト
クレジット順
- 智恵子
- 深谷真琴
- 辻斬かりん
- 山口博之
- 小林節彦
- 藤島紺

## 関連事項
- 1994年の日本公開映画
- ピンク大賞 （en:Pink Grand Prix）

## 註
1. 1 2 3  Angel in September, Internet Movie Database （英語）, 2010年8月10日閲覧。
2. 1 2 3 4  本番レズ 恥ずかしい体位、日本映画データベース、2010年8月10日閲覧。
3. 1 2 3  The Soul of Zeze 瀬々敬久自選作品集、アテネ・フランセ文化センター、2010年8月10日閲覧。
4. ↑  1994年度ピンク映画ベストテン、PG、2010年8月10日閲覧。
5. ↑  『本番レズ 恥ずかしい体位』DVDジャケット、国映 / 日本スカイウェイ、2003年4月25日。
6. ↑  http://www.pinkeiga.com/ での検索結果、2010年8月10日閲覧。
7. ↑  朝倉大介、日本映画データベース、2010年8月10日閲覧。